# Dzień Niepodległości (Malta)

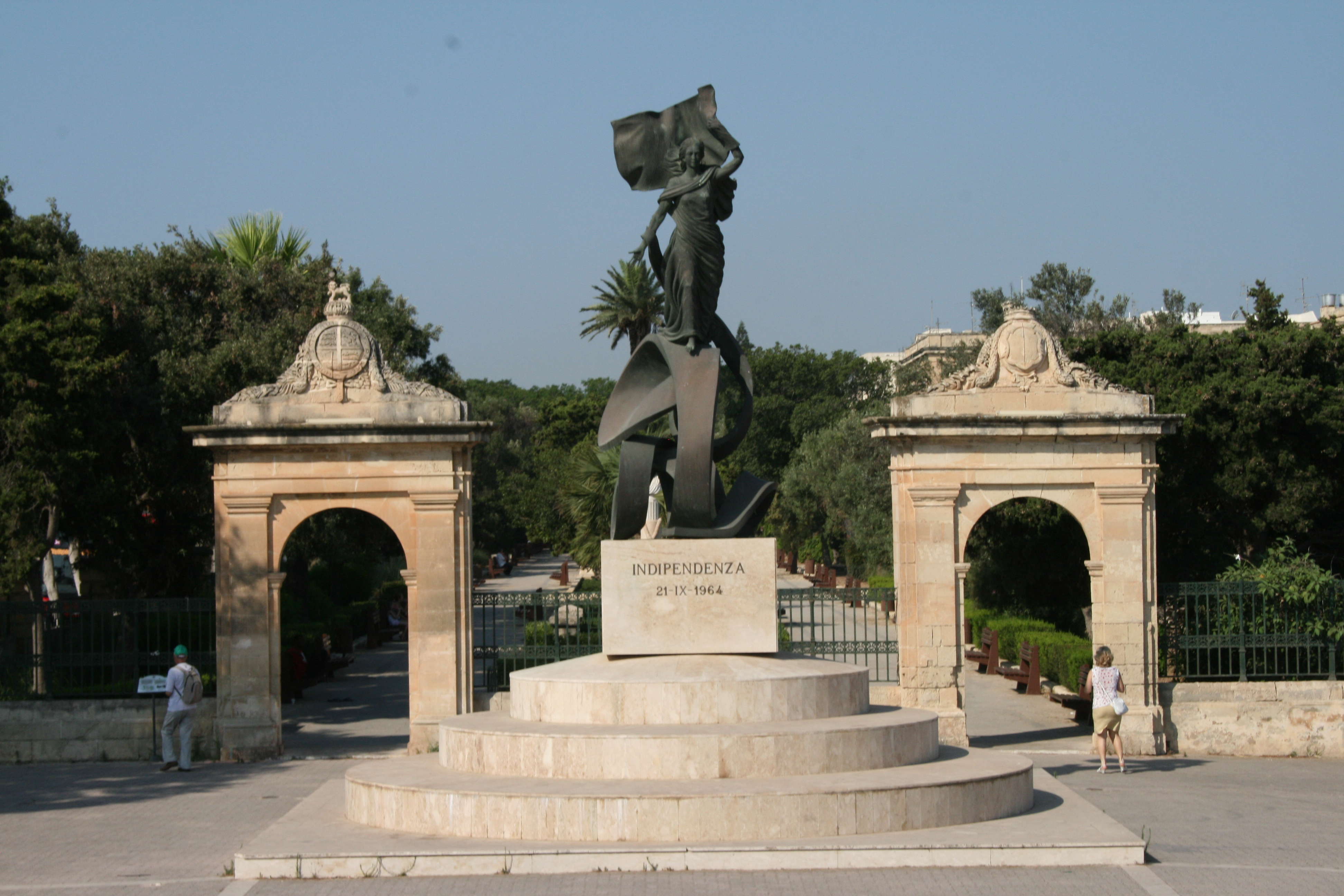
Pomnik Niepodległości we Florianie, Malta

Dzień Niepodległości (malt. Jum l-Indipendenza, ang. Independence Day) na Malcie obchodzony jest 21 września. Tego dnia, w roku 1964, Malta uzyskała niepodległość jako Commonwealth realm, monarchia konstytucyjną i państwo demokracji parlamentarnej w ramach Wspólnoty Narodów (Commonwealth), z Elżbietą II jako królową.
Malta stała się republiką 13 grudnia 1974 roku (co jest upamiętnione osobnym świętem - Dniem Republiki). 31 marca obchodzony jest Dzień Wolności, jako upamiętnienie opuszczenia w roku 1979 przez Brytyjczyków baz morskich na Malcie.
23 września 1989 roku, w 25. rocznicę uzyskania niepodległości przez Maltę, przed wejściem do ogrodów Il-Mall we Florianie odsłonięty został przez prezydenta Malty Vincenta Tabone Pomnik Niepodległości. Figura jest dziełem maltańskiego rzeźbiarza Ganniego Bonnici, wykonana została we włoskiej odlewni Badalotti. Pomnik wykonany jest z marmuru (podstawa) i brązu (figura). Jego wysokość wynosi 8,5 metra, co czyni go najwyższym pomnikiem figuralnym na Malcie. Pomnik przedstawia figurę kobiecą (jako alegorię Malty), kroczącą do przodu w nieznane, uwalniającą się z okowów przeszłości (symbolizowanych przez abstrakcyjne taśmy u nóg), podczas gdy trzyma w górze sztandar Malty.
W Dzień Niepodległości przedstawiciele władz państwowych uczestniczą w uroczystej mszy świętej i składają kwiaty pod pomnikiem. W Valletcie odbywa się parada wojskowa, oddawane są salwy armatnie, dawane są koncerty dla mieszkańców.